# Beraba limpida
Beraba limpida là một loài bọ cánh cứng trong họ Cerambycidae.